# Xerocrassa claudinae
Xerocrassa claudinae es una especie de molusco gasterópodo pulmonado de la familia Hygromiidae.

## Distribución geográfica
Es endémica del norte de Mallorca (España).  